# Paul Spudis
Paul D. Spudis (1952. – 2018. augusztus 29.)  amerikai geológus és szelenológus (holdkutató).

## Életpályája
1976-ban végzett az Arizonai Állami Egyetemen, majd gyakornok lett a Jet Propulsion Laboratory intézetben. 1977-től a bolygók és a Hold geológiájával foglalkozott, majd  1982-ben megszerezte a Ph.D. fokozatot, szintén az Arizonai Állami Egyetemen. Ezt követően a NASA egyik intézetében dolgozott, ahol a fő kutatási területe a becsapódások folyamatának és hatásainak a vizsgálata volt. Ezt követően a houstoni Hold- és Bolygókutató Intézet (Lunar and Planetary Institute) lett a munkahelye.
Mint vezető szelenológus javasolta a Hold erőforrásainak a kihasználását, és erőteljesen támogatta az újabb emberes utazások indítását a Holdra.

## Publikációk
- Paul D. Spudis, The geology of multi-ring impact basins: The Moon and other planets, Cambridge University Press, 1993.
- Paul D. Spudis, The Once and Future Moon, Smithsonian Institution Press, 1996, ISBN 1-56098-634-4.
- Ben Bussey and Paul D. Spudis, The Clementine Atlas of the Moon, Cambridge University Press, 2004, ISBN 0-521-81528-2.
- Anne and Paul Spudis, Moonwake: The Lunar Frontier, Xlibris Corporation, 2005, ISBN 1-4257-0091-8.
- Paul D. Spudis, "Ice on the Moon", The Space Review, 2006[1]
- Paul D. Spudis, "Blogging the Moon: The Once and Future Moon Collection", Apogee Prime Books, 2010, ISBN 978-1-926837-17-8
- Fortezzo, C.M., Spudis, P. D. and Harrel, S. L. (2020). Release of the Digital Unified Global Geologic Map of the Moon At 1:5,000,000- Scale. Paper presented at the 51st Lunar and Planetary Science Conference, Lunar and Planetary Institute, Houston, TX.